# Миллионы Брюстера (фильм, 1921)
Миллионы Брюстера (англ. Brewster's Millions) — американская комедийная драма Джозефа Хенабери 1921 года с Роско Арбаклом в главной роли. Поставлена по одноименной пьесе. Фильм считается утраченным.

## Сюжет
Монте Брюстер узнает, что он унаследовал 10 миллионов долларов от своего покойного деда, но потом узнаёт, что он должен потратить $ 2 млн менее чем за год и остаться холостым, чтобы получить другие 4 миллиона.

## В ролях
- Роско Арбакл — Монте Брюстер
- Бетти Росс Кларк — Пегги
- Фред Хантли — мистер Брюстер
- Мэриан Скиннер — миссис Брюстер
- Джеймс Корригэн — мистер Ингрэм
- Джин Экер — Барбара Дрю
- Чарльз Огл — полковник Дрю
- Ниле Эдвардс — Маклеод
- Уильям Бойд — Харрисон
- Л. Маккарти — Эллис
- Дж. Паркер Макконнелл — Петтингилл
- Джон Макфарлейн — Блейк